# Muraszemenye, Zala
Muraszemenye  este un sat în districtul Letenye, județul Zala, Ungaria, având o populație de 651 de locuitori (2011). 

## Demografie
Componența etnică a satului Muraszemenye
     Maghiari (96,33%)
     Romi (2,98%)
     Necunoscut (0,69%)
     Alții (0,69%)
Componența confesională a satului Muraszemenye
     Romano-catolici (62,98%)
     Fără religie (2%)
     Necunoscută (34,1%)
     Reformați (0,92%)
Conform recensământului din 2011, satul Muraszemenye avea 651 de locuitori. Din punct de vedere etnic, majoritatea locuitorilor (96,33%) erau maghiari, cu o minoritate de romi (2,98%). Apartenența etnică nu este cunoscută în cazul a 0,69% din locuitori.  Din punct de vedere confesional, majoritatea locuitorilor (62,98%) erau romano-catolici, cu o minoritate de persoane fără religie (2,0%). Pentru 34,1% din locuitori nu este cunoscută apartenența confesională.